# Licun (köpinghuvudort i Kina, Jiangxi Sheng, lat 28,00, long 115,70)
Licun är en köpinghuvudort i Kina. Den ligger i provinsen Jiangxi, i den sydöstra delen av landet, omkring 79 kilometer söder om provinshuvudstaden Nanchang. Antalet invånare är 20 398. Befolkningen består av 9 523 kvinnor och 10 875 män. Barn under 15 år utgör 19,0 %, vuxna 15-64 år 73 %, och äldre över 65 år 6,0 %.
Runt Licun är det tätbefolkat, med 459 invånare per kvadratkilometer. Närmaste större samhälle är Rongtang, 12,7 km norr om Licun. I omgivningarna runt Licun växer huvudsakligen savannskog.
Genomsnittlig årsnederbörd är 2 267 millimeter. Den regnigaste månaden är juni, med i genomsnitt 364 mm nederbörd, och den torraste är oktober, med 22 mm nederbörd.